# Tadeusz Figiel
Tadeusz Figiel (ur. 2 lipca 1948 w Gdańsku) – polski matematyk specjalizujący się w analizie funkcjonalnej.

## Życiorys
W 1970 ukończył studia matematyczne na Uniwersytecie Warszawskim, tam doktoryzował się w 1972 (promotorem był Aleksander Pełczyński), habilitował się w 1975 na podstawie pracy O modułach wypukłości i gładkości w Instytucie Matematycznym PAN, w 1983 mianowany profesorem nadzwyczajnym, w 1990 otrzymał tytuł profesora zwyczajnego. Jest kierownikiem Oddziału Gdańskiego IM PAN i redaktorem pisma Studia Mathematica.
Swoje prace publikował m.in. w „Studia Mathematica”, „Israel Journal of Mathematics”, „Advances in Mathematics", „Journal of Functional Analysis”, „Transactions of the American Mathematical Society”, „Compositio Mathematica”, „Bulletin of the American Mathematical Society”, „Acta Mathematica” oraz „Mathematische Annalen".
W 1976 otrzymał Nagrodę Stefana Banacha, w 1988 Nagrodę Państwową I stopnia (razem ze Zbigniewem Ciesielskim), w 1989 Medal Komisji Edukacji Narodowej, w 2004 Medal im. Stefana Banacha. W 1983 roku wygłosił wykład sekcyjny na Międzynarodowym Kongresie Matematyków w Warszawie.